# Akkol
Akkol ( kazakh : Ақкөл) est une ville de l’oblys d'Aqmola, au nord du Kazakhstan.

## Géographie
Akkol est le chef-lieu du District d'Akkol.
Sa population s'élevait à 14 217 habitants en 2009.